# John Fleck
John Alexander Fleck (Glasgow, Escocia, Reino Unido, 24 de agosto de 1991) es un futbolista escocés. Juega como centrocampista para el Chesterfield F. C. de la League Two de Inglaterra.
Comenzó su carrera en el Rangers, equipo con el que debutó en 2008 a los 16 años de edad. En aquel tiempo los medios de comunicación hablaron de él como una futura estrella del fútbol.  Posteriormente fue cedido al Blackpool, y en 2012 se trasladó al Coventry City, donde permaneció hasta 2016. Ese mismo año se unió al Sheffield United, ayudando al club a lograr dos ascensos en tres años, logrando pasar de la League One a la Premier League.

## Primeros años
John Fleck nació en Glasgow y se crio en el distrito de Yoker.Fue educado en la escuela secundaria Knightswood.
Su tío, el exinternacional escocés Robert Fleck, jugó para los Rangers, Chelsea y Norwich en las décadas de 1980 y 1990.

## Trayectoria

### Rangers

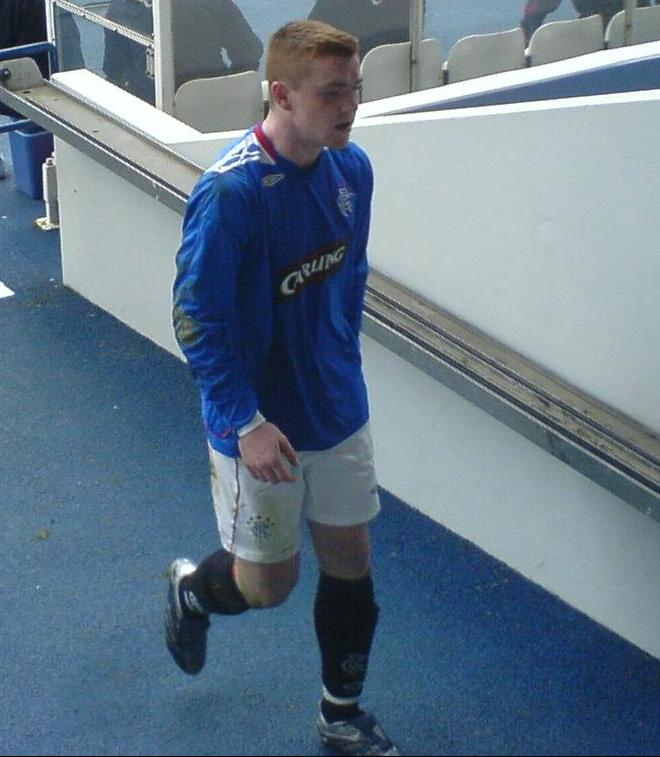
Fleck con los Rangers en 2007

Fleck comenzó su carrera en los equipos juveniles de los Rangers.Jugó en el equipo que venció por 5-0 en la Copa Juvenil de Escocia contra el Celtic, el 26 de abril de 2007. El 12 de julio de 2007, Fleck fue convocado para participar en la gira de pretemporada del equipo principal por Alemania, y debutó con el primer equipo contra el SV Lippstadt 08 el 15 de julio de 2007. Anotó en la victoria por 3-1 sobre el Sportfreunde Lotte en otro amistoso.
El 25 de agosto de 2007, justo un día después de cumplir 16 años, Fleck fue incluido por primera vez en el primer equipo de los Rangers para jugar un partido oficial contra Kilmarnock. Debutó oficialmente el 23 de enero de 2008 en el partido de la Copa de Escocia contra East Stirlingshire y en la liga, el 22 de mayo del mismo año, en el último partido de la temporada contra el Aberdeen. Dos días después, Fleck se convirtió en el jugador más joven en estar en una final de Copa Británica Senior, al aparecer como suplente en la final de la Copa de Escocia de 2008 contra el Queen of the South. Fue alineado como titular por primera vez con el Rangers contra el Falkirk el 17 de enero de 2009, ganando el premio al Hombre del Partido por su desempeño. Cinco días antes, The Times había colocado a Fleck en el séptimo lugar de su lista de las 50 mejores estrellas en ascenso del fútbol.
Fleck anotó su primer gol en competición en la victoria por 2-0 sobre el Dundee United en Ibrox el 31 de enero de 2009. El gol fue un penalti en el minuto 78, otorgado después de que Mihael Kovačević derribara a Fleck. El talento, las actuaciones precoces, la técnica, la visión y el ritmo de trabajo de Fleck lo llevaron a ser anunciado como el "Wayne Rooney de Escocia".
En agosto de 2009 se informó de que Fleck había sido eliminado del primer equipo de los Rangers después de una disputa en el campo de entrenamiento con el asistente del entrenador, Ally McCoist. El 26 de marzo de 2010, Fleck firmó un nuevo contrato de tres años. Ese verano tuvo una buena pretemporada, pero, meses más tarde sufrió una lesión en el tendón de la corva al principio de la campaña que obstaculizó su progreso.
Debidso a la escasez de oportunidades con el primer equipo de los Rangers, Fleck aceptó mudarse a Sheffield United mediante una cesión de una temporada, al final de la ventana de transferencia de verano de 2011, pero el acuerdo fracasó porque el papeleo no se completó antes de la fecha límite. En enero de 2012, después de haber aprovechado una nueva oportunidad en el equipo de los Rangers unas semanas antes, Fleck firmó con el Blackpool en calidad de cedido, a pesar del renovado interés de Sheffield United.
En junio de 2012, Fleck presentó una objeción contra la transferencia de su contrato. La Asociación de Futbolistas Profesionales de Escocia había comentado anteriormente que los jugadores tenían derecho a convertirse en agentes libres si se oponían a la transferencia.

### Coventry City
El 4 de julio de 2012, Fleck se unió al Coventry City de la League One después de rechazar su contrato con los Rangers y ser transferido. Se informó que los Rangers tendrían derecho a un porcentaje de cualquier transferencia que el Coventry recibiera posteriormente por el jugador. Fleck anotó su primer gol en Coventry en la derrota por 4-1 ante el Shrewsbury Town desde el punto de penalti, el 18 de septiembre de 2012. Luchó por conseguir un puesto titular durante su primera temporada en el club y llegó a jugar en 35 partidos y anotó tres goles.
La llegada de Steven Pressley como entrenador del Coventry City en marzo de 2013 hizo a Fleck recuperar un puesto de titular en la alineación del Coventry City, comenzando todos los partidos restantes de la temporada 2012-13 como mediocampo central. Fleck siguió siendo titular en la siguiente temporada, que el Coventry City jugó en el Sixfields Stadium de Northampton Town y jugó un papel clave en el equipo, puesto que superaron una deducción de 10 puntos por sanción y consiguieron mantener la categoría.
Comenzó bien la siguiente campaña, con una sólida actuación cuando el equipo venció al Gillingham 1-0 para marcar el regreso del club a Coventry en septiembre de 2014. Aunque su forma tuvo altibajos durante gran parte de una campaña en la que los Sky Blues lucharon por mantener la categoría, Fleck firmó una extensión de contrato de 18 meses en enero de 2015 para permanecer en el club hasta el verano de 2016.
Fleck tuvo otro repunte de forma en la temporada 2015-16, donde, bajo la dirección de Tony Mowbray, se le animó a desempeñar un papel más importante en el equipo, ayudado por el apoyo defensivo de su compañero del mediocampo Romain Vincelot. Mowbray describió la importancia de Fleck para el equipo como "el aceite de nuestra máquina" cuando los Sky Blues acabaron en octava posición de la League One. Fleck fue recompensado por su temporada 2015-16 al ser galardonado con el premio al jugador del año del club por la afición y sus compañeros de equipo en los premios de final de temporada del club.

### Sheffield United
Fleck firmó un contrato de tres años con el Sheffield United, también de la League One, en julio de 2016. Marcó su primer gol para el club en la victoria por 4-1 sobre el Chesterfield el 13 de noviembre de 2016. El 8 de abril de 2017, Fleck anotó un gol de la victoria contra el Northampton Town en el Sixfields Stadium: los aficionados reaccionaron saltando al campo para celebrar el ascenso. El 15 de abril de 2017, el United se coronó campeón de la League One y ascendió al English Football League Championship. El 22 de septiembre de 2017, Fleck firmó un nuevo contrato de cuatro años con el club para mantenerlo en Bramall Lane hasta el verano de 2022.
Fleck ganó el premio al Jugador del Año dos veces mientras estuvo en Sheffield United, una vez en la temporada 2016-17 (empatado con su compañero de equipo Billy Sharp) y nuevamente el año siguiente.
El 28 de abril de 2019, Fleck vio su segundo ascenso en tres temporadas con el Sheffield United, esta vez a la Premier League, y el club regresó después de una ausencia de 12 años.
El 22 de febrero de 2020, Fleck firmó un nuevo acuerdo de tres años. Marcó 5 goles en esa primera campaña en la Premier League, anotando contra equipos como Manchester United y Arsenal y anotó ambos goles en la victoria en casa por 2-0 sobre el Aston Villa.

### Blackburn Rovers
Tras sólo 4 apariciones en la primera mitad de la temporada 2023-24, Fleck se unió al Blackburn Rovers, de la Championship, en febrero de 2024, con contrato hasta final de temporada. Fleck debutó en el Blackburn con un empate 2-2 contra el Preston North End el 17 de febrero, partido en el que tuvo que salir lesionado a los 17 minutos. La lesión en la espinilla sufrida en este partido le mantuvo posteriormente de baja el resto de la temporada.
No fue incluido en la lista del Blackburn para la siguiente temporada, aunque el club informó de que están en conversaciones con sus representantes.

## Selección nacional
Después de jugar para Escocia en categoría sub-21, Fleck fue llamado a la selección absoluta escocesa por primera vez en noviembre de 2018. No jugó en ese partido y tuvo que rechazar una invitación para unirse al equipo en mayo de 2019, puesto que coincidió con la celebración de su boda en Ayrshire, organizada dos años antes, cuando parecía mucho menos probable que tuviera que participar con la selección nacional.
El 10 de octubre de 2019, Fleck jugó su primer partido internacional con Escocia, que terminó en derrota por 4-0 ante Rusia en Moscú.
En mayo de 2021, Fleck fue incluido en el equipo de 26 hombres de Escocia para la Eurocopa 2020. Mientras estaba los entrenamientos previos al torneo, Fleck dio positivo por Covid-19.

## Estadísticas de carrera

### Clubes
Datos actualizados al último partido disputado el 17 de febrero de 2024.
| Rangers                   | 2007-08          | Scottish Premier League | 1   | 0  | 2  | 0 | 0  | 0 | 0  | 0 | 3   | 0  |
| Rangers                   | 2008-09          | Scottish Premier League | 8   | 1  | 1  | 0 | 1  | 0 | 0  | 0 | 10  | 1  |
| Rangers                   | 2009-10          | Scottish Premier League | 15  | 1  | 3  | 0 | 2  | 1 | 3  | 0 | 23  | 2  |
| Rangers                   | 2010-11          | Scottish Premier League | 13  | 0  | 1  | 0 | 1  | 0 | 2  | 0 | 17  | 0  |
| Rangers                   | 2011-12          | Scottish Premier League | 4   | 0  | 1  | 0 | 0  | 0 | 0  | 0 | 5   | 0  |
| Rangers                   | Total            | Total                   | 41  | 2  | 8  | 0 | 4  | 1 | 5  | 0 | 58  | 3  |
| Blackpool (préstamo)      | 2011-12          | Championship            | 7   | 0  | 1  | 0 | —  | — | —  | — | 8   | 0  |
| Coventry City             | 2012-13          | League One              | 35  | 3  | 2  | 0 | 1  | 0 | 4  | 0 | 42  | 3  |
| Coventry City             | 2013-14          | League One              | 43  | 1  | 4  | 0 | 1  | 0 | 1  | 0 | 49  | 1  |
| Coventry City             | 2014-15          | League One              | 44  | 0  | 0  | 0 | 1  | 0 | 3  | 0 | 48  | 0  |
| Coventry City             | 2015-16          | League One              | 40  | 4  | 1  | 0 | 1  | 0 | 1  | 0 | 43  | 4  |
| Coventry City             | Total            | Total                   | 162 | 8  | 7  | 0 | 4  | 0 | 9  | 0 | 182 | 8  |
| Sheffield United          | 2016-17          | League One              | 44  | 4  | 2  | 0 | 1  | 0 | 2  | 0 | 49  | 4  |
| Sheffield United          | 2017-18          | Championship            | 41  | 2  | 2  | 0 | 1  | 0 | —  | — | 44  | 2  |
| Sheffield United          | 2018-19          | Championship            | 45  | 2  | 0  | 0 | 1  | 0 | —  | — | 46  | 2  |
| Sheffield United          | 2019-20          | Premier League          | 29  | 5  | 1  | 0 | 1  | 0 | —  | — | 31  | 5  |
| Sheffield United          | 2020-21          | Premier League          | 31  | 0  | 4  | 0 | 0  | 0 | —  | — | 35  | 0  |
| Sheffield United          | 2021-22          | Championship            | 35  | 1  | 0  | 0 | 2  | 0 | 2  | 1 | 39  | 2  |
| Sheffield United          | 2022-23          | Championship            | 26  | 1  | 2  | 0 | 1  | 0 | -  | - | 29  | 1  |
| Sheffield United          | 2023-24          | Premier League          | 4   | 0  | 0  | 0 | 0  | 0 | -  | - | 4   | 0  |
| Sheffield United          | Total            | Total                   | 159 | 13 | 5  | 0 | 4  | 0 | 2  | 0 | 170 | 13 |
| Blackburn Rovers          | 2023-24          | Championship            | 1   | 0  | 0  | 0 | 0  | 0 | -  | - | 1   | 0  |
| Total de carrera          | Total de carrera | Total de carrera        | 467 | 25 | 27 | 0 | 15 | 1 | 18 | 1 | 527 | 27 |
| 1. 2. Fuente: SoccerBase. |                  |                         |     |    |    |   |    |   |    |   |     |    |

## Palmarés

### Campeonatos nacionales
| Título                     | Club          | País    | Año  |
| -------------------------- | ------------- | ------- | ---- |
| Copa de la Liga de Escocia | Rangers F. C. | Escocia | 2008 |
| Copa de Escocia            | Rangers F. C. | Escocia | 2008 |
| Premier League de Escocia  | Rangers F. C. | Escocia | 2009 |
| Copa de Escocia            | Rangers F. C. | Escocia | 2009 |
| Premier League de Escocia  | Rangers F. C. | Escocia | 2010 |
| Copa de la Liga de Escocia | Rangers F. C. | Escocia | 2010 |
| Copa de la Liga de Escocia | Rangers F. C. | Escocia | 2011 |
| Premier League de Escocia  | Rangers F. C. | Escocia | 2011 |

### Distinciones individuales
| Distinción                           | Año              |
| ------------------------------------ | ---------------- |
| Jugador del Año del Coventry City    | 2015-16          |
| Premio PFA al equipo del año         | 2016-17          |
| Jugador del Año del Sheffield United | 2016-17, 2017-18 |